# Convolvulus humilis
Convolvulus humilis är en vindeväxtart som beskrevs av Nikolaus Joseph von Jacquin. Convolvulus humilis ingår i släktet vindor, och familjen vindeväxter. Inga underarter finns listade i Catalogue of Life.